# Креп

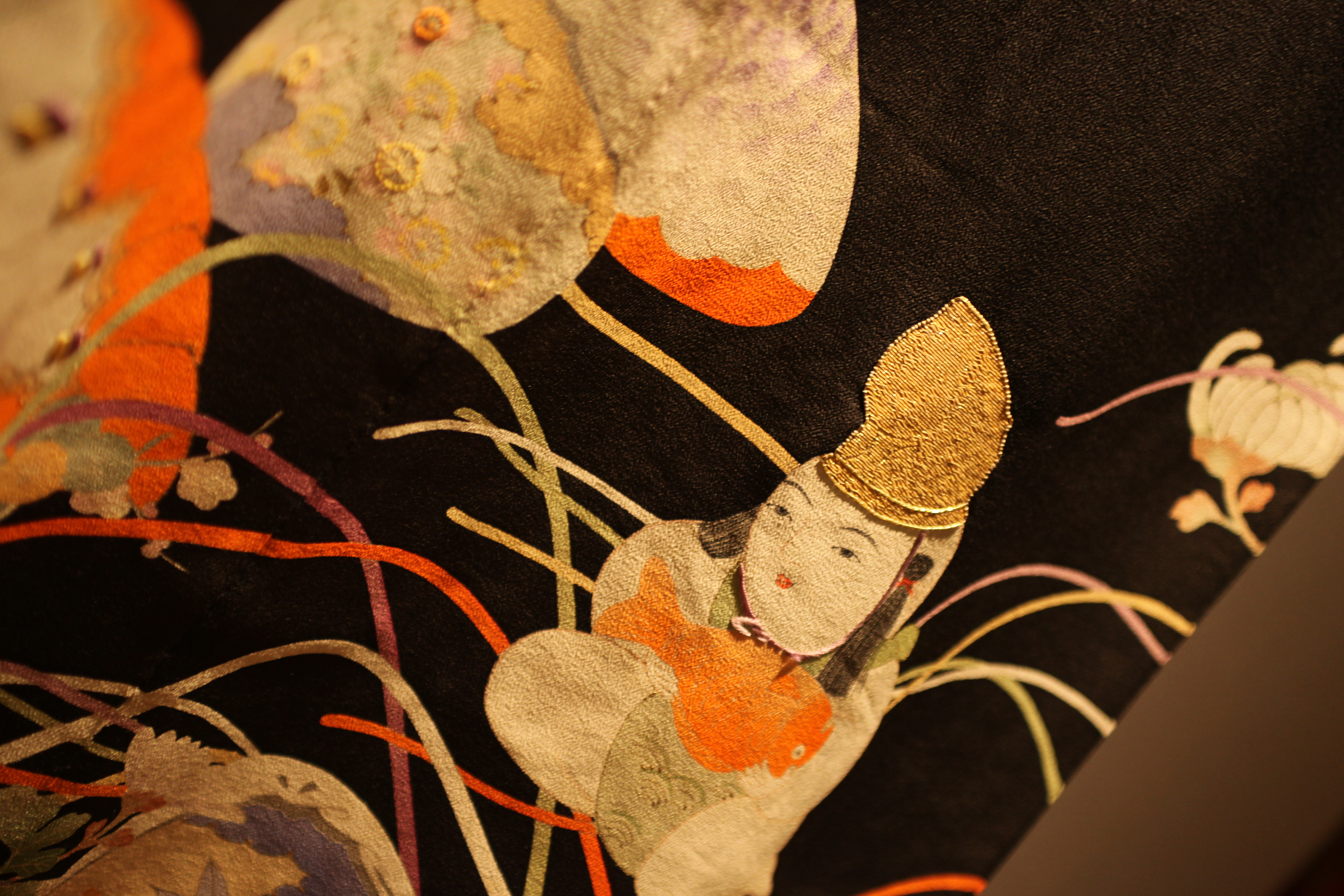
Кимоно из шёлкового крепа

Креп (фр. crêpe; от лат. crispus — шероховатый, волнистый; также жатка (от жать, жатый)) — группа тканей, главным образом шёлковых, а также из шерсти или синтетических волокон, вырабатываемых из нитей с очень большой (креповой) круткой, а также в некоторых случаях специальными (креповыми) переплетениями. Отличительная черта крепа — шероховатость, неровность лицевой стороны ткани.

## Название
Название ткани происходит от французского crèpe — «завеса», «покрывало», в свою очередь происходящего от латинского cripus — «кудрявый», «волнистый».

## История
Креп, называемый английским, вырабатываемый из шёлковых волокон, чёрного цвета применялся для траурных повязок, вуалей, отделки деталей костюма, использовавшихся в период глубокого траура. Само слово «креп» стало ассоциироваться с трауром. В настоящее время (с XX века) практически вышел из употребления по причине упрощения траурного ритуала.

## Виды
Наиболее распространены:
- Крепдешин или китайский креп — шелковая набивная ткань[3].
- Креп-шифон
- Креп-жоржет — прозрачная тонкая ткань гладкокрашеная или набивная[3].
- Креп-сатин — обычно однотонная ткань из шёлка, мягкая, с одной стороны шероховатая, с другой — блестящая[3].
- Креп-марокен — название отсылает к Марокко, где выделывали тисненую кожу. Ткань шелковая, плотная, мягкая, гладкокрашеная либо с узором[3].
- Креп-рашель — ткань золотистого цвета, названа в честь французской драматической актрисы Рашель[3].
- Креп-лавабль
- Крепон — креп из шерстяной ткани[3].

## Описание
При выработке крепа обычно применяют одновременно нити, скрученные направо и налево, в определённом чередовании. Такая крутка нитей, придающая им повышенную упругость, вызывает большую усадку ткани, что в сочетании с различным направлением крутки создаёт на ткани мелко-шероховатый, теневой эффект.
Кроме чисто шёлковых, вырабатываются полушёлковые крепы, хлопчатобумажные, шерстяные и полушерстяные, а также из искусственных и синтетических нитей. В этих тканях креповый эффект достигается главным образом за счёт применения креповых и других мелкоузорчатых переплетений, иногда без креповой крутки. Достоинства крепа — хорошая драпируемость и малая сминаемость. Креп применяется для шитья женских платьев и костюмов.
У Р. Кирсановой креп — ткань, вырабатываемая из шерстяных или шелковых волокон, при этом в основе нить была туго скручена, а уток выполнялся из некрученых нитей, что создавало эффект шероховатости на лицевой стороне ткани.